# Исаевское сельское поселение
Иса́евское сельское поселение — муниципальное образование в западной части Ильинского района Ивановской области с центром в селе Исаевское. 
Через поселение проходит дорога республиканского значения Ростов — Нижний Новгород Р152.
Действуют 2 школы (основная и начальная), 2 дома культуры, 2 библиотеки, 2 медпункта, 4 магазина.

## История
Исаевское сельское поселение образовано 25 февраля 2005 года в соответствии с Законом Ивановской области № 41-ОЗ. В его состав вошли упразднённые Исаевский и Кулачевский сельские округа (сельсоветы).

## Население
| 2002 | 2010 | 2011 | 2012 | 2013 | 2014 | 2015 |
| ---- | ---- | ---- | ---- | ---- | ---- | ---- |
| 985  | ↘804 | ↘801 | ↘769 | ↘749 | ↘742 | ↘728 |
| 2016 | 2017 | 2018 | 2019 | 2020 | 2021 |      |
| ↘718 | ↘708 | ↘672 | ↘650 | ↘643 | ↘526 |      |

## Состав сельского поселения
| №  | Населённый пункт | Тип населённого пункта       | Население (2010) |
| -- | ---------------- | ---------------------------- | ---------------- |
| 1  | Антушково        | село                         | ↘78              |
| 2  | Бабанино         | деревня                      | 0                |
| 3  | Брюшково         | деревня                      | 3                |
| 4  | Бутырево         | деревня                      | 2                |
| 5  | Горбово          | деревня                      | 14               |
| 6  | Зады             | деревня                      | 1                |
| 7  | Иванчищево       | деревня                      | 0                |
| 8  | Исаевское        | село, административный центр | ↗393             |
| 9  | Колокуново       | деревня                      | 7                |
| 10 | Крестопоклонная  | деревня                      | 0                |
| 11 | Кулачево         | село                         | ↘211             |
| 12 | Лазарцево-Фомино | село                         | ↘1               |
| 13 | Минчаково        | деревня                      | 15               |
| 14 | Никулкино        | деревня                      | 11               |
| 15 | Осипово          | деревня                      | ↘18              |
| 16 | Плакидино        | деревня                      | 0                |
| 17 | Погост Крест     | село                         | ↘16              |
| 18 | Полежайка        | деревня                      | 0                |
| 19 | Поповка          | деревня                      | 0                |
| 20 | Спас-Городец     | село                         | ↘23              |
| 21 | Чурилово Большое | деревня                      | 6                |
| 22 | Щаднево          | деревня                      | ↘5               |

## Достопримечательности
В селе Погост Крест расположена Церковь Воздвижения Креста Господня.